# Gouvernement Conille I
Pour les articles homonymes, voir Gouvernement Garry Conille.
République d’Haïti
Bellerive Lamothe
Le gouvernement Garry Conille est le gouvernement d'Haïti du 18 octobre 2011 au 16 mai 2012.

## Historique

### Formation
Garry Conille est nommé Premier ministre d'Haïti le 5 septembre 2011 par le président Michel Martelly. Ce choix est approuvé à l'unanimité à la Chambre par les 89 députés haïtiens le 16 septembre 2011 et confirmé le 4 octobre 2011 au Sénat par 17 voix sur 29 (3 contre, 9 abstentions). Il entre en fonction le 18 octobre suivant. 

### Succession
Il démissionne quatre mois plus tard, le 24 février 2012, mais reste en fonction jusqu'à l'investiture de son successeur, Laurent Lamothe, le 16 mai 2012.

## Composition
| Portefeuille                                                                   | Titulaire | Titulaire                                                                                            | Parti |
| ------------------------------------------------------------------------------ | --------- | --- | ----- |
| Premier ministre                                                               |           | Garry Conille                                                                                        | SE    |
| Ministre des Affaires sociales et du Travail                                   |           | François Richel Lafaille                                                                             | SE    |
| Ministre de l'Agriculture, des Ressources naturelles et du Développement rural |           | Hébert Docteur                                                                                       | SE    |
| Ministre des Affaires étrangères et des Cultes                                 |           | Laurent Lamothe                                                                                      | SE    |
| Ministre du Commerce et de l'Industrie                                         |           | Wilson Laleau                                                                                        | SE    |
| Ministre à la Condition féminine et aux Droits des femmes                      |           | Yanick Mézil                                                                                         | SE    |
| Ministre de la Culture et de la Communication                                  |           | Choiseul Henriquez                                                                                   | SE    |
| Ministre de l'Éducation                                                        |           | Réginald Paul                                                                                        | SE    |
| Ministre de l'Économie et des Finances                                         |           | André Lemercier Georges                                                                              | SE    |
| Ministre de l'Intérieur et de la Défense                                       |           | Thierry Mayard-Paul                                                                                  | SE    |
| Ministre de la Justice et de la Sécurité publique                              |           | Josué Pierre-Louis (jusqu'au 22/11/2011) Garry Conille a.i. Michel Brunache (à partir du 12/12/2011) | SE    |
| Ministre de la Santé publique et de la Population                              |           | Florence Duperval Guillaume                                                                          | SE    |
| Ministre du Tourisme                                                           |           | Stéphanie Balmir Villedrouin                                                                         | SE    |
| Ministre des Travaux publics, des Transports et de la Communication            |           | Jacques Rousseau                                                                                     | SE    |
| Ministre de la Planification et de la Coopération externe                      |           | Jude Hervé Day                                                                                       | SE    |
| Ministre de la Jeunesse, des Sports et de l'Action civique                     |           | Jean Roosevelt René                                                                                  | SE    |
| Ministre de l'Environnement                                                    |           | Joseph Ronald Toussaint                                                                              | SE    |
| Ministre chargé des Haïtiens de l'étranger                                     |           | Daniel Supplice                                                                                      | SE    |
| Ministre délégué chargé des Relations avec le Parlement                        |           | Ralph Ricardo Théano                                                                                 | SE    |